# Hotel Transylvania 2
Hotel Transylvania 2 è un film d'animazione del 2015 diretto da Genndy Tartakovsky.
Sequel del film del 2012 Hotel Transylvania, è prodotto dalla Sony Pictures Animation per la Columbia Pictures ed è girato con l'uso della computer grafica.

## Trama
Dopo gli eventi del primo film, Mavis e Johnny si sposano. Un anno dopo il matrimonio, la ragazza rivela al padre di essere incinta e in seguito dà alla luce un bambino che la coppia chiamerà Dennis, soprannominato "Dennisovich" da Dracula.
Passano gli anni, e Drac inizia a temere che suo nipote possa non avere poteri da vampiro. Infatti, a Dennis non sono ancora uscite le zanne, e il quinto compleanno del bambino - l'età limite oltre cui deve avvenire l'acquisizione dei poteri - si sta avvicinando. Notando i potenziali pericoli che suo figlio potrebbe affrontare vivendo in Transilvania, Mavis considera l'idea di trasferirsi nella città natale di Johnny in California per dare a Dennis un'infanzia più "normale", con grande disapprovazione di Drac. Quest'ultimo dice a Johnny di portare Mavis in California per far visita ai suoi genitori, Mike e Linda. Anche Johnny non vuole lasciare l'hotel; i due architettano un piano per far allontanare temporaneamente Mavis dal bambino mentre Drac prova a far diventare Dennis un vampiro.
Mentre Johnny e Mavis sono via, Drac arruola i suoi amici Frank, Wayne, Griffin, Murray e Blobby per trasformare Dennis in un mostro, ma senza successo.
Nel frattempo, in California, Mavis si diverte ad esplorare il mondo umano. La coppia arriva poi a casa di Mike e Linda, dove quest'ultima cerca di far sentire Mavis a suo agio coprendo la sua stanza con decorazioni spettrali di Halloween e invitando altre coppie di mostri-umani.
Nel frattempo, Drac e la banda decidono di portare Dennis al Campo Winnepacaca, il campo estivo dell'infanzia di Drac, dove questo ha imparato ad affinare le sue abilità da vampiro. Tuttavia, Drac è scioccato e infastidito nello scoprire che il campo è diventato molto più sicuro di quando lui era piccolo. Capendo che neanche questa visita aiuterebbe la trasformazione, Drac  lancia il nipote da una torre alta e instabile per spingere il bambino a trasformarsi in un pipistrello. Dennis, tuttavia, non si trasforma e Drac deve volare giù, salvandolo all'ultimo secondo. L'acrobazia viene filmata dai campeggiatori e caricata su Internet. Mavis vede il filmato e, infuriata, decide di tornare in Transilvania insieme a Johnny. Drac e i suoi amici arrivano all'hotel, ma Mavis, arrivata lì poco prima insieme al marito, affronta suo padre per aver messo Dennis in grave pericolo e per la sua incapacità di accettare un essere umano come nipote. Ella afferma quindi che lascerà l'hotel dopo la festa del quinto compleanno di Dennis, il mercoledì successivo.
Il giorno dopo, Drac scopre che Mavis ha invitato Vlad, il padre di Drac, alla festa di compleanno di Dennis. Dato che Vlad è molto peggio di lui quando si tratta di umani, Drac dice a Johnny di fare in modo che gli umani si travestano da mostri. Vlad riceve l'invito e arriva con Bela, un mostruoso pipistrello umanoide, per incontrare per la prima volta il suo pronipote. Incontrandolo, anche Vlad nota la mancanza di zanne del bambino, ma crede che questo sia un "vampiro tardivo", e che un forte spavento potrebbe velocizzare la trasformazione. Inizialmente anche Drac approva il piano di Vlad, che quindi inizia a terrorizzare Dennis. Vedendolo così spaventato, Drac cambia idea, proteggendo il nipote e finendo per esporre l'inganno a suo padre. Vlad è indignato dal fatto che Drac abbia accettato gli umani come ospiti nel suo hotel e abbia permesso a Mavis di sposare Johnny e avere un figlio umano, così Drac affronta il padre su come il rapporto tra mostri e umani sia diverso ora. Anche Mavis litiga con Dracula, quando scopre che il padre aveva permesso al nonno di spaventare il piccolo.
Nel frattempo, sentendosi in colpa per non essere un mostro, Dennis scappa dall'hotel; la figlia di Wayne, Winnie, che ha una cotta per lui, lo insegue  e i due si nascondono nella sua casa sull'albero di Winnie. Vengono però attaccati da Bela, dopo che questo ha sentito Mavis dire che Dennis è un umano. Quando Bela ferisce Winnie e minaccia di distruggere l'hotel, la rabbia di Dennis gli fa crescere istantaneamente le zanne e le sue abilità da vampiro si manifestano. Inizia a combattere Bela, che chiama i suoi servi pipistrelli giganti. Drac, Johnny, Mavis, Dennis, la famiglia Loughran e il resto dei mostri si alleano per sconfiggere i servi di Bela e scacciarli. Un livido Bela tenta quindi di uccidere lo stesso Johnny con un paletto. Tuttavia, dopo che Drac gli ha rivelato che mostri e umani ora coesistono pacificamente, Vlad salva Johnny, rimpicciolisce Bela e gli dice di non disturbare mai più la sua famiglia. Bela quindi cerca di fuggire, ma viene catturato dai lupacchiotti. Con Dennis che finalmente abbraccia le sue abilità da vampiro, Johnny e Mavis decidono di continuare a crescerlo in Transilvania, riprendendo la festa di compleanno del bambino con tutti gli amici e la famiglia.

## Personaggi
- Il Conte Dracula: è il proprietario dell'Hotel Transylvania, che fece costruire per proteggere sua figlia quando era piccola. Ora l'Hotel ha subito enormi cambiamenti, il cui più importante è sicuramente l'accesso agli umani.
- Mavis: è la figlia di Dracula, una "giovane" vampira di 125 anni che in questo sequel si ritrova mamma del piccolo Dennis. È molto protettiva e fa di tutto affinché il figlio non si faccia male. Decide poi di trasferirsi in California dai genitori di Johnny, ma alla fine, quando Dennis diviene un vampiro, decide di rimanere.
- Johnny: il primo umano ad entrare in contatto con i mostri e l'Hotel Transylvania. Dopo aver conquistato la fiducia di tutti i mostri, soprattutto di Dracula, e l'amore di Mavis, ha facilitato la convivenza tra uomini e creature maligne. In questo film si ritrova padre del piccolo Dennis e decide di far conoscere sua moglie Mavis ai suoi genitori.
- Dennis (ribattezzato da Dracula "Denisovich"): figlio di Mavis e Johnny e nipote di Dracula, rosso e riccioluto come il padre. Vuole molto bene alla sua famiglia e non ha alcuna paura degli amici di suo nonno. È innamorato di Winnie, l’unica figlia obbediente di Wayne, e da lei ricambiato.
- Frankenstein: è il miglior amico di Dracula, chiamato affettuosamente "Zio Frank" da Mavis. È ingenuo e goffo, anche se molto dolce, con una disturbante ma ironica paura del fuoco.
- Eunice: è la moglie di Frankenstein, vanitosa e capricciosa. Indossa un maglione lilla, una minigonna nera e delle scarpe alte rosse. Ha i capelli neri con meches bianche e grigie raccolti in un cerchietto.
- Wayne: lo stressatissimo lupo mannaro dai numerosi figli, uno dei più cari amici di Dracula.
- Wanda: è la moglie di Wayne, dolce e materna.
- Murray: è una mummia festaiola e grassa.
- Griffin: è un uomo invisibile, l'unica cosa che si riesce a vedere di lui sono i suoi occhiali a goccia. È piuttosto imbranato ed è costantemente bersagliato dagli altri con ironiche battute sulla sua condizione.
- Armature: sono le guardie dell'hotel.
- Stregheriere: sono le streghe che fungono da cameriere dell'hotel.
- Vlad: ultracentenario vampiro di 1243 anni padre di Dracula. Arrivato all'Hotel, cercherà di riportare un'atmosfera più spettrale dappertutto. Il nome è quello del personaggio a cui è stato ispirato Dracula, ovvero Vlad III di Valacchia. Prova un odio profondo per gli umani, che ha da sempre cacciato senza pietà e non si è mai aspettato di meno dal figlio e dai suoi eredi. Dopo aver conosciuto suo nipote Dennis, tuttavia, cambierà idea.
- Mike e Linda: i genitori di Johnny. Mike è un tipo scontroso e piuttosto irritabile, che si sente spesso in imbarazzo per le continue gaffe della moglie, mentre Linda è esuberante, goffa e iperattiva. Entrambi sembrano essere piuttosto accoglienti nei confronti dei mostri e non vedano l'ora che Johnny e la sua famiglia si trasferiscono nel mondo umano.
- Bela: antagonista principale del film, è un pipistrello antropomorfo ed è il fedele servitore di Vlad che viene maledetto da quest'ultimo diventando un minuscolo pipistrello. Il suo nome deriva da Bela Lugosi che interpretò più volte il conte Dracula nella sua carriera.
- Winnie: è una delle figlie di Wayne, è l'unica obbediente tra i lupacchiotti. Ha un debole per Dennis e sembra ricambiarla.

## Distribuzione
Il primo teaser trailer ufficiale del film venne distribuito online dalla Sony Pictures Animation il 12 marzo 2015. Il film è stato proiettato negli Stati Uniti d'America a partire dal 25 settembre 2015 e in Italia dall'8 ottobre dello stesso anno.

## Accoglienza

### Incassi
In Italia ha incassato in totale 9853000 €, di cui 3 179 000 € nel primo weekend.
Negli Stati Uniti d'America ha incassato 169638000 $, dei quali 47 500 000 $ nel primo weekend, per un incasso totale di 474800000 $, superando gli incassi del precedente capitolo.

## Sequel
Il 3 novembre 2015 la Sony Pictures ha annunciato l'uscita del terzo capitolo della saga intitolato Hotel Transylvania 3 - Una vacanza mostruosa prevista per il 21 settembre 2018.
Nel febbraio 2017 l'uscita del film viene anticipata al 13 luglio 2018.